# Means-end chain
La means-end chain (letteralmente: catena mezzi-fine) è un modello teorico di funzionamento della pubblicità.

## Descrizione del modello

### Grado di conoscenza del prodotto

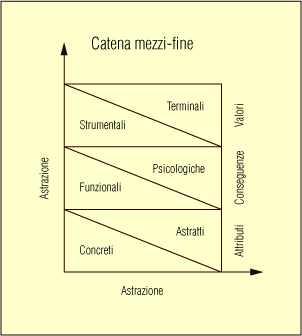
Interpretazione grafica della means-end chain.

Secondo la means-end chain, la conoscenza che ha un consumatore relativamente ad un prodotto sarebbe organizzata gerarchicamente in base ad un crescente grado di astrazione, o in base ad un decrescente grado di concretezza a seconda dei punti di vista:
- un consumatore può conoscere un prodotto in base agli attributi che esso possiede. Alcuni di tali attributi possono essere più concreti (ad esempio: questa motocicletta ha un motore potente ma non consuma eccessivamente). Altri possono essere più astratti (questa motocicletta ha un design accattivante);
- ad un livello successivo un consumatore può conoscere un prodotto in base alle conseguenze personali derivate dall'uso del prodotto stesso. Anche qui alcune conseguenze possono essere più concrete, cioè funzionali (questa motocicletta è affidabile). Altre possono essere più astratte, cioè psicologiche (questa motocicletta è ammiratissima dai miei amici);
- ad un ultimo livello un consumatore può conoscere un prodotto in base ai valori personali che esso soddisfa. E anche in questo caso alcuni valori possono essere più concreti, cioè strumentali (questa motocicletta mi permette di risparmiare tempo e denaro rispetto ad un'automobile). Mentre altri possono essere più astratti, cioè terminali (questa motocicletta è il sogno di una vita).

Quindi più alto è il livello di astrazione, più forte e più diretta è la relazione che un dato prodotto ha con il Sé: i valori personali sono più pertinenti rispetto alle conseguenze, ma le conseguenze sono più pertinenti rispetto agli attributi.
La teoria della means-end chain tratta valori, conseguenze e attributi come il contenuto base della conoscenza immagazzinata in memoria circa un prodotto; e tratta la relazione che vi è tra questi livelli di astrazione come la struttura di tale conoscenza (cfr. connessionismo).

### Creazione di una pubblicità efficace
Secondo la means-end chain, una pubblicità efficace è una pubblicità che non solo riesce a far leva su tutti gli elementi sopra citati (valori, conseguenze, attributi), ma soprattutto riesce a metterli coerentemente in relazione tra loro in una "catena mezzi-fine". In questo modo, considerando le estremità, gli attributi di un prodotto diventano i mezzi grazie ai quali un consumatore è in grado di ottenere il fine desiderato, ovvero quello stato dell'esistenza associato alla soddisfazione di un certo valore.
Una pubblicità efficace è una pubblicità in grado di inanellare una catena mezzi-fine, e che riesce quindi a far acquisire ad un prodotto una rilevanza personale ed una desiderabilità. A loro volta questi due aspetti sono considerati chiave d'accesso per la brand persuasion, ovvero un atteggiamento positivo e un’intenzione di acquisto nei confronti della marca reclamizzata.